# Peter Tork
Pour les articles homonymes, voir Tork.
Peter Tork (nom de scène de Peter Halsten Thorkelson) est un musicien, auteur-compositeur, pianiste et guitariste et acteur américain né le 13 février 1942 à Washington et mort le 21 février 2019 à Mansfield (Connecticut). 
Il est surtout connu pour avoir été membre du groupe The Monkees en tant que bassiste et claviériste, et en jouant dans la série The Monkees.

## Biographie

### Enfance
Peter Tork est né au Doctor's Hospital à Washington, D.C. Il est le fils de Virginia Hope (née Straus) et de Halsten John Thorkelson, professeur d'économie à l'université du Connecticut. Il a commencé à étudier le piano à partir de ses neuf ans, puis, plus tard, apprit à jouer d'autres instruments comme le banjo, la guitare acoustique, ou la basse.
Au début des années 60, Peter Tork fit de la musique folk à Greenwich Village et se lia d'amitié avec quelques musiciens, notamment Stephen Stills.

#### The Monkees

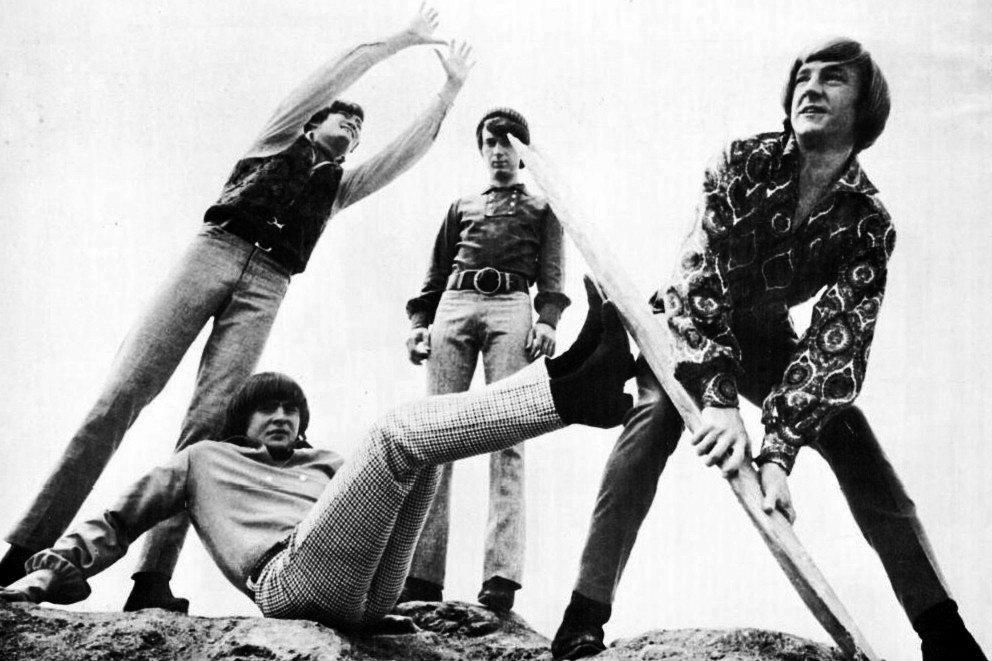
Peter Tork (à droite) avec The Monkees en 1966.

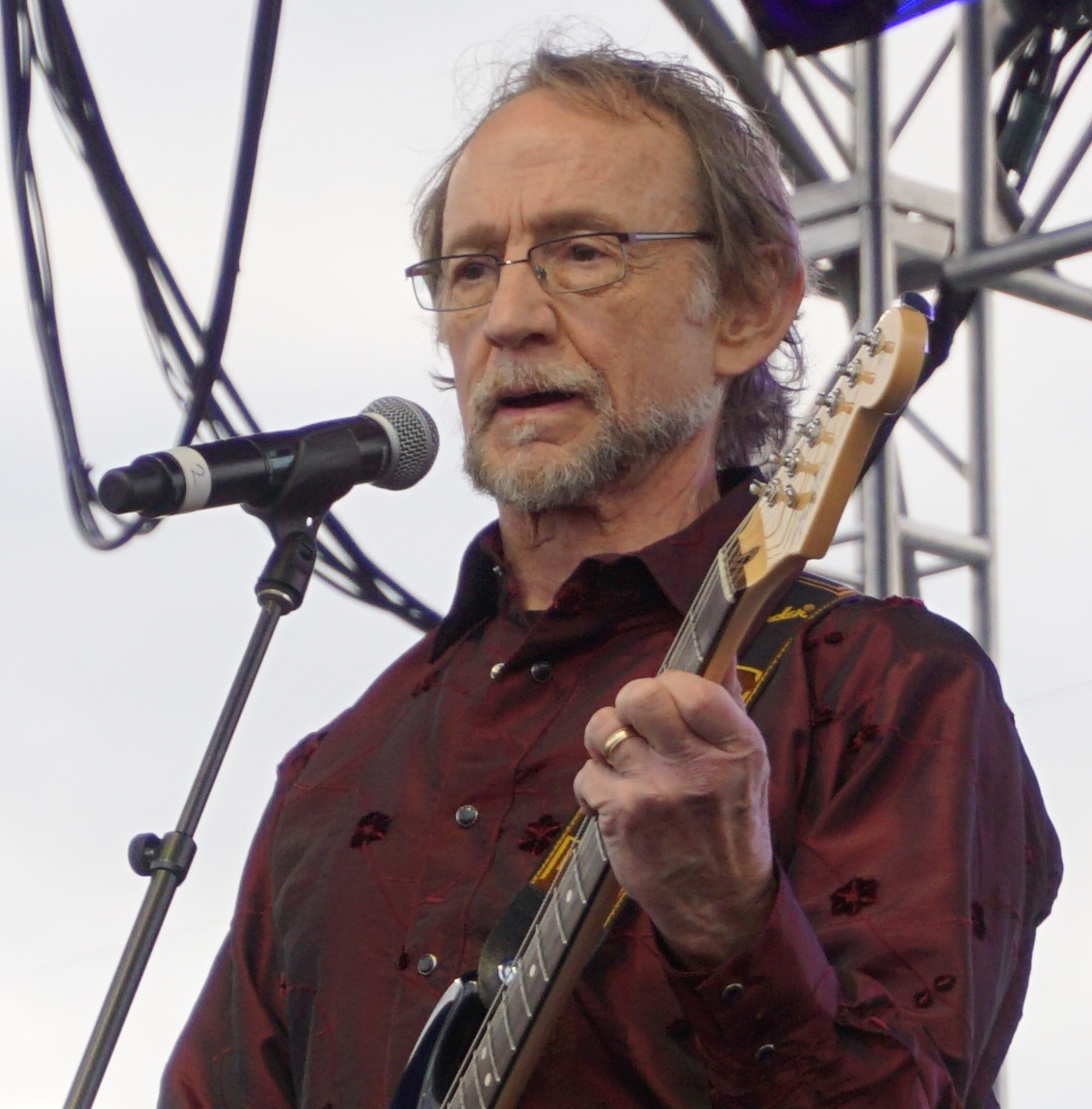
Peter Tork en 2016.

Stephen Stills participa au casting de la nouvelle série télévisée The Monkees mais n'a pas été accepté car les producteurs de la série ont trouvé qu'il n'était pas assez photogénique. Ils lui ont alors demandé s'il ne connaîtrait pas quelqu'un avec un look nordique et similaire à celui de Stills. Stephen suggéra à Peter Tork d'auditionner pour la série, ainsi, il devint un des quatre membres des Monkees qui finirent à la fois personnages de sitcom, et à la fois un groupe de musique.
Peter Tork et Mike Nesmith étaient les seuls membres du groupe à savoir jouer de leurs instruments sur leurs deux premiers albums, Davy Jones et Micky Dolenz étant avant tout acteurs. Tork jouait du clavier, de la guitare basse, du banjo, du clavecin et autres instruments sur leurs enregistrements et pendant leurs concerts. Il a également co-écrit, avec Joey Richards, le générique de fin de la saison 2 des Monkees, "For Pete's Sake". Dans la série, Peter joue le "lovable dummy" ("crétin attachant"), un personnage qu'il avait développé lorsqu'il était chanteur folk à Greenwich Village.
Six albums ont été produits par le groupe au complet, quatre d'entre eux ont été en tête des classements. Ce succès fut complété par deux ans de série télévisée, une tournée en Amérique et à l'étranger, et un film psychédélique, Head, un peu trop avant-gardiste pour être apprécié par la plupart des fans des Monkees. Cependant, il y avait de plus en plus de tension musicale, comme personnelle, dans le groupe. Le groupe a terminé une tournée sur la côte Est des États-Unis en décembre 1968 et a ensuite filmé une émission spéciale de la NBC, 33⅓ Revolutions Per Monkee, qui reprend l'esprit et les idées du film Head.
Ne trouvant pas le dynamisme du groupe qu'il souhaitait et pensant que le planning et les programmes étaient épuisants, Tork racheta ses quatre ans de contrats restants après que le tournage fut terminé, le 20 décembre 1968. Dans les commentaires audio de l'émission 33⅓ Revolutions Per Monkee, Dolenz expliqua que Nesmith offrit une montre en or à Tork, en tant que cadeau de départ, sur laquelle était gravé "From the guys down at work". Tork garda l'arrière, mais changea la montre plusieurs fois les années suivantes.

## Filmographie

### Comme acteur
- 1966-1968 : The Monkees (série TV)
- 1968 : Les Troupes de la colère (Wild in the Streets) : l'acheteur de ticket
- 1968 : Head : Peter
- 1997 : Groupies : caméo
- 2000 : Daydream Believers: The Monkees Story (TV) : caméo
- 2001 : Mixed Signals : Band manager
- 2002 : The Monkees: Live Summer Tour (vidéo)

### Comme producteur
- 1997 : Hey, Hey, It's the Monkees (TV)

### Comme scénariste
- 1968 : Head